# Heinz Stoffregen (General)
Heinrich Stoffregen (* 1921; † 25. März 2017) war ein deutscher Offizier und Brigadegeneral der Bundeswehr.

## Leben
Stoffregen war als Oberst Referent im Bundesministerium der Verteidigung. In seiner letzten Verwendung bis zum Eintritt in den Ruhestand am 31. März 1981 war er Kommandeur der Fernmeldeschule in Feldafing.